# Talne
Talne (în ucraineană Тальне) este orașul raional de reședință al raionului Talne din regiunea Cerkasî, Ucraina. În afara localității principale, nu cuprinde și alte sate.

## Demografie
Componența lingvistică a orașului Talne
     Ucraineană (97,18%)
     Rusă (2,06%)
     Alte limbi (0,36%)
Conform recensământului din 2001, majoritatea populației orașului Talne era vorbitoare de ucraineană (97,18%), existând în minoritate și vorbitori de rusă (2,06%).